# Lúcio Petrônio Tauro Volusiano
Lúcio Petrônio Tauro Volusiano (em latim: Lucius Petronius Taurus Volusianus) foi um oficial romano do século III, ativo no reinado dos imperadores Valeriano (r. 253–260) e Galiano (r. 253–268).

## Vida

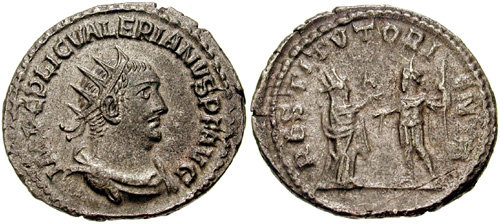
Antoniniano de Valeriano r.

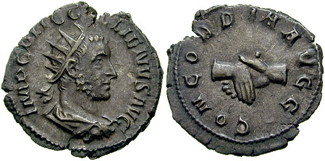
Antoniniano de Galiano r.

Lúcio provavelmente era italiano e talvez foi pai de Lúcio Públio Petrônio Volusiano. Ele ocupou vários ofícios ao longo de sua carreira, mas não se sabe os anos que ocupou a maioria deles. Era patrono de Arrécio e na cidade foi erigida uma inscrição sua em ou logo após 261 na qual são mencionados seus ofícios. Presume-se que ocupou a maioria de seus ofícios entre 253 e 261, o que indicaria que ascendeu rapidamente na hierarquia imperial durante o reinado do imperador Valeriano (r. 253–260). O primeiro ofício no qual foi registrado era de centurião deputado (centurio deputatus), ou seja, o oficial de contato do imperador estacionado no Castro Peregrino em Roma. Para tanto, é possível que primeiro tenha servido como centurião. Em seguida, serviu como primipilo da XXX Legião Úlpia Vitoriosa, que estava estacionada em Vetera, na Germânia Inferior.
Depois, Lúcio torna-se prepósito da cavalaria pessoal do imperador; a nomeação é incomum, pois normalmente quem comandava-a era antes tribuno dos vigias. Talvez em 254, torna-se tribuno e serve no Danúbio no comando de uma unidade feita de tropas da X e XIII Legião Gêmea. Entre 255-257, serviu numa sucessão de posições militares no curso equestre: tribuno da III coorte dos vigias; Tribuno da XI coorte urbana; tribuno da IV coorte pretoriana. Talvez em 258, tornou-se tribuno da primeira coorte pretoriana e protetor dos imperadores; é a primeira vez que um protetor aparece nas fontes. Em 259, é promovido a prefeito dos vigias. Em 260, torna-se prefeito pretoriano e talvez foi nomeado por Galiano após a captura de seu pai pelo xá Sapor I (r. 240–270) do Império Sassânida e a revolta de Balista (r. 261). Em 261, foi nomeado cônsul posterior com Galiano. Em 267-268, segundo o Cronógrafo de 354, torna-se prefeito urbano de Roma.
Sua inscrição também indica que era homem consular ordinário, homem eminentíssimo, homem perfeitíssimo.